# USS Nonsuch
Pour les articles homonymes, voir Nonsuch (homonymie).
L’USS Nonsuch est une goélette en service dans l'US Navy de 1812 à 1825. Elle participe notamment à la guerre anglo-américaine de 1812.

## Histoire
La goélette armée Nonsuch est construite en 1812 à Baltimore dans le Maryland. Son propriétaire, George Stiles and Company requiert une lettre de marque le 29 juin 1812. Elle commence son travail de corsaire peu après au large de la côte Est des États-Unis et dans les Caraïbes, à la recherche de navires britanniques. Le 28 septembre, sous les ordres du capitaine Henry Levely, elle attaque deux navires armés au large de la Martinique. Le combat, âpre, dure trois heures, causant une grande confusion et tuant ou blessant de nombreux ennemis. Malheureusement, son gréement endommagé, le Nonsuch ne peut se lancer à la poursuite des deux vaisseaux qui fuient vers la Martinique.
En décembre 1812, la goélette est rachetée par l'United States Navy à Charleston (Caroline du Sud). En janvier 1813, sous les ordres du lieutenant James Mork, elle fait route vers Fort Johnson (en) afin d'en ravitailler la garnison. La Nonsuch retourne ensuite croiser au large des côtes à la recherche de navires marchands ennemis. Ainsi, elle capture la goélette Sancho Panza début avril 1813, puis le corsaire Caledonia de huit canons et continue ses patrouilles jusqu'en 1814. En juin, au large de Charleston, pourchassée par un navire ennemi de force supérieure, elle jette par-dessus bord onze de ses canons afin de s'alléger en vue de s'enfuir.
Après la guerre, son armement réduit à cinq caronades de 12 livres et un canon long de 12 livres, la Nonsuch croise dans les Caraïbes à la poursuite des pirates. En 1819, en compagnie des frégates John Adams et Constellation aux ordres du capitaine Oliver Hazard Perry, elle fait route vers Orénoque (Venezuela) afin de décourager la piraterie et maintenant de bonnes relations avec le Venezuela et les Provinces-Unies du Río de la Plata. Transférant sa flamme sur la Nonsuch, Perry remonte le fleuve afin de négocier un accord anti-piraterie avec le président Simón Bolívar. Celui-ci est signé le 11 août. Cependant, lors de sa redescente du cours d'eau, une majorité de l'équipage dont Perry contracte le fièvre jaune. Le héros de la bataille du lac Érié meurt ainsi à son arrivée à Trinidad. Il y est enterré en grande pompe.
De retour au pays, la Nonsuch repart en croisière contre les pirates au large de la côte Est et dans les Caraïbes. Après un court déploiement en mer Méditerranée, elle est mise à quai en décembre 1825 et revendue pour démolition l'année suivante.

## Source
(en)  Cet article contient du texte publié par le Dictionary of American Naval Fighting Ships dont le contenu se trouve dans le domaine public. La référence peut être lue ici.